# North Perry (Ohio)
Pour les articles homonymes, voir North Perry.
North Perry est un village américain situé dans le comté de Lake, dans l'Ohio. Selon le recensement de 2010, sa population est de 893 habitants.